# Nötkörvlar
Nötkörvlar (Conopodium) är ett släkte i familjen flockblommiga växter. Dess arter förekommer i Västeuropa och Nordafrika.

## Arter
Släktet innefattar 8–9 arter:
- Conopodium arvense (Coss.) Calest.
- Conopodium brevifolium (Lowe)
- Conopodium bunioides (Boiss.) Calest.
- Conopodium glaberrimum (Desf.) Engstrand.
- Conopodium majus (Gouan) Loret
- Conopodium marianum Lange
- Conopodium pyrenaeum (Loisel.) Miégev.
- Conopodium subcarneum (Boiss. & Reut.) Boiss.
- Conopodium thalictrifolium (Boiss.) Calest.